# Lévofloxacine
La page sur la lévofloxacine ne donne pas d'avis médical : seul un professionnel (médecin, pharmacien, etc.) est habilité à le faire. Ce médicament fait partie des fluoroquinolones, une classe d'antibiotiques susceptible d'occasionner des effets secondaires potentiellement graves, toute automédication basée sur les informations contenues dans cet article doit donc être exclue.
Lévofloxacine est la dénomination commune internationale d'un antibiotique de la famille des fluoroquinolones, commercialisé en Europe par Sanofi-Aventis avec le nom de marque Tavanic. Cet antibiotique est employé pour traiter les sinusites bactériennes aiguës, les pneumonies aiguës, les infections urinaires, les prostatites chroniques bactériennes (en) et certains types de gastro-entérites. En association avec d'autres antibiotiques, la lévofloxacine peut être utilisée pour le traitement de la tuberculose, la méningite et de maladie inflammatoire pelvienne. Ce médicament est administré par voie orale, voie intraveineuse et sous forme de gouttes oculaires.
La lévofloxacine est un énantiomère de la forme L, isomère de l'ofloxacine isolé en 1985. Cet antibiotique fait partie des médicaments essentiels de l'Organisation Mondiale de la Santé. Il agit en empêchant la réplication bactérienne par l'inhibition des enzymes ADN gyrases nécessaires à l'ouverture de la double hélice d'ADN bactérienne. Bien qu'essentiel au traitement de certaines infections bactériennes, il fait l'objet de précautions d'usage en raison de ses possibles effets secondaires graves, potentiellement invalidants et irréversibles dont notamment des atteintes des tendons, des articulations et du système nerveux.

## Usage médical
La lévofloxacine est bactéricide et efficace sur les bactéries gram-positives et gram-négatives. Son large spectre d'action la rend particulièrement efficace sur les germes responsables d'infections pulmonaire et de la sphère ORL. Ce traitement est largement utilisé sur les germes hospitaliers responsables d'infections nosocomiales.
La lévofloxacine est utilisée pour traiter les infections suivantes : infections des voies respiratoires, cellulite, infections urinaires, prostatite, anthrax, endocardite infectieuse, méningite, maladie inflammatoire pelvienne, diarrhée du voyageur, tuberculose et peste. Cet antibiotique est disponible par voie orale, par voie intraveineuse et sous forme de gouttes oculaires.

### Sensibilité de souches bactériennes
La lévofloxacine et les fluoroquinolones de générations suivantes, comme Moxifloxacine et gémifloxacine (en), sont souvent appelées « quinolones respiratoires » car elles présentent une activité accrue contre Streptococcus pneumoniae. Elle a une activité modérée contre les bactéries anaérobies, elle est, de plus, deux fois plus efficace que l'ofloxacine contre le Mycobacterium tuberculosis et d'autres mycobactéries notamment le complexe Mycobacterium avium (en).
Les listes des différentes bactéries sensibles sont extraites du site Vidal et de la publication de Fu.
Les bactéries Gram-positives sensibles : Bacillus anthracis, Enterococcus faecalis, Staphylococcus aureus (méthicilline-S), Staphylococcus coagulase négative meti-S, Staphylococcus epidermidis (méthicilline-sensible), Staphylococcus saprophyticus, Streptococcus, Streptococcus pneumoniae péni S/I/R, Streptococcus pyogenes.
Les bactéries Gram-négatives sensibles : Acinetobacter baumannii, Campylobacter, Citrobacter freundii, Enterobacter cloacae, Escherichia coli, Haemophilus influenzae, Haemophilus parainfluenzae, Klebsiella pneumoniae, Moraxella catarrhalis, Morganella morganii, Proteus mirabilis, Proteus vulgaris, Pseudomonas aeruginosa, Salmonella, Serratia marcescens, Shigelle.
Autres microorganismes : Chlamydia pneumoniae, Chlamydia trachomatis, Legionella pneumophila, Mycoplasma hominis, Mycoplasma pneumoniae, Ureaplasma urealyticum, Peptostreptococcus sp..
Certaines souches présentent des résistances à la lévofloxacine comme Staphylococcus aureus (méthicilline-R), Staphylococcus coagulase négative meti-R et Enterococcus faecalis.

## Effets secondaires et contre-indication

### Grossesse et allaitement
Les données concernant l'utilisation de la lévofloxacine chez les femmes enceintes sont trop limitées pour pouvoir être exploitées. En revanche des études sur des animaux indiquent que l'utilisation de l'antibiotique ne présente pas d'effets sur la reproduction, cependant elles montrent des effets possibles sur le développement des fœtus de rats en entrainant des lésions sur les cartilages des articulations. Son usage est déconseillé pour les femmes enceintes.
Concernant l'allaitement, plusieurs études font état du passage dans le lait maternel de plusieurs fluoroquinolones, mais il n'existe pas de données sur la lévofloxacine. Néanmoins, les effets secondaires connus sur les articulations d'organisme en croissance, permettent de déconseiller fortement l'usage de cet antibiotique pour la femme allaitante.

### Enfants
Du fait des risques de lésions musculo-squelettique que la lévofloxacine provoque comme toutes les fluoroquinolones, l'emploi de cet antibiotique est fortement déconseillé chez l'enfant n'ayant pas achevé sa croissance, sauf dans des cas d'infections uniques et potentiellement mortelles.
La lévofloxacine peut être utilisée aux États-Unis chez des enfants d'au moins 6 mois pour traiter l'anthrax et la peste. Elle est utilisée chez l'enfant également dans le traitement de première intention de la pneumonie causée par Streptococcus pneumoniae résistant à la pénicilline et comme traitement de seconde intention pour les cas de Streptococcus sensible à la pénicilline.

### Interactions avec d'autres médicaments ou composés chimiques
La présence de sels de fer, cuivre, zinc ou aluminium, réduit fortement l'absorption de la lévofloxacine de 60 à 70%. La prise conjointe de fluoroquinolones et de composés multivitaminés contenant du zinc diminue de même l'absorption de l'antibiotique.

## Mode d'action
La lévofloxacine est un antibiotique à large spectre actif contre les bactéries Gram-positives et les bactéries Gram-négatives. Comme toutes les molécules de la famille des quinolones, elle inhibe l'ADN gyrase et la topoisomérase IV (en) bactérienne. La topoisomérase IV est une enzyme nécessaire à la séparation de l'ADN répliqué (doublé) avant la division cellulaire bactérienne. L'ADN n'étant pas séparé, le processus est arrêté et la bactérie ne peut plus se diviser. La seconde enzyme, l'ADN gyrase, est responsable du surenroulement de l'ADN, de sorte qu'il s'adapte aux cellules nouvellement formées. L'inhibition de ces deux enzymes entrainent la mort des bactéries. La lévofloxacine agit comme un bactéricide.
Plusieurs mécanismes de résistance ont été observés, comme des mutations successives sur les gènes gyrA, gyrB, parC et parE codant l'ADN gyrase et la topoisomérase IV,, des mécanismes d'imperméabilité membranaire (comme pour Pseudomonas aeruginosa) ou le développement de mécanismes d'efflux.

## Pharmacocinétique
La lévofloxacine est rapidement et presque totalement absorbée après administration orale, son profil de concentration plasmatique au cours du temps est pratiquement identique au profil de concentration obtenu par administration intraveineuse de la même quantité en 60 minutes. Ces observations permettent d'interchanger, en cas de besoin, les formulations intraveineuses et orales de lévofloxacine.
Le médicament est largement distribué dans les tissus du corps. Les concentrations maximales dans la peau sont atteintes 3 heures après l'administration et dépassent d'un facteur 2 les concentrations plasmatiques. Les concentrations dans les tissus pulmonaires présentent des concentrations deux à cinq fois plus élevées que les concentrations plasmatiques dans les 24 heures suivant l'administration d'une dose unique.
La demi-vie d'élimination plasmatique moyenne de la lévofloxacine est d'environ 6 à 8 heures après l'administration par voie orale ou intraveineuse de doses uniques ou multiples de lévofloxacine. L'élimination se produit principalement par l'excrétion de médicament non métabolisé dans les urines. Après l'administration orale, 87% d'une dose administrée est ainsi récupérée dans l'urine sous forme inchangée dans les 2 jours. Moins de 5% est identifiée dans les urines sous forme de métabolites desméthylés et N-oxydé, les seuls métabolites identifiés chez l'homme.

## Découverte
La lévofloxacine est une fluoroquinolone de troisième génération, c'est un des isomères de l'ofloxacine, un analogue de la norfloxacine. L'ofloxacine et la lévofloxaxine ont été synthétisées et développées par des scientifiques du laboratoire japonais Daiichi Sankyo. Ces derniers durent attendre 1985 pour pouvoir séparer les deux formes de l'ofloxacine et montrèrent que la forme du levo pur était moins toxique et plus efficace que l'autre isomère.

## Autres usage
Elle fait partie de la liste des médicaments essentiels de l'Organisation mondiale de la santé (liste mise à jour en juin 2017).